# 가토리군

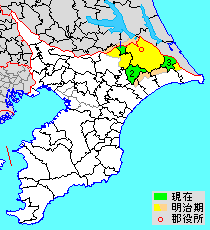
지바 현 가토리 군의 위치（1.고자키 정 2.다코 정 3.도노쇼 정 담황색：나중에 다른 군에 편입된 구역）

가토리군(일본어: 香取郡, かとりぐん)은 지바현의 북동부에 있는 군이다.
인구 30,299명, 면적 138.95km², 인구밀도 218명/km².(2025년 3월 1일, 추계인구)
이하 3정으로 구성된다.
- 고자키정(神崎町)
- 다코정(多古町)
- 도노쇼정(東庄町)

## 역사

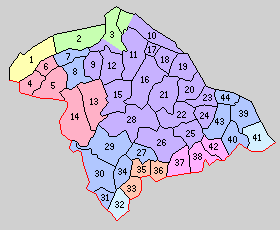
1.가나에쓰촌 2.도요시마촌 3.모토신시마촌 4.나메가와정 5.고미카도촌 6.다카오카촌 7.고자키촌 8.요네자와촌 9.미즈호촌 10.신시마촌 11.사와라정 12.히가시오토촌 13.오스카촌 14.모토오스카촌 15.소네촌 16.가토리촌 17.쓰노미야촌 18.오쿠라촌 19.도요우라촌 20.오미가와정 21.가미사토촌 22.야쓰촌 23.모리야마촌 24.요시부미촌 25.후마촌 26.야마쿠라촌 27.도키와촌 28.구리모토촌 29.구가촌 30.다코촌 31.도조촌 32.히요시촌 33.요시다촌 34.나카촌 35.이다카촌 36.도요와촌 37.고조촌 38.쇼나이촌 39.다치바나촌 40.도조촌 41.도요사토촌 42.만자이촌 43.진다이촌 44.사사가와촌 (보라: 가토리시 빨강:나리타시 주황:아사히시 윗 파랑:고자키정 아래 파랑:다코정 오른쪽 파랑:도노쇼정 녹색:이바라키현 이나시카시 노랑:이바라키현 이나시키군 가와치정)

- 1889년 4월 1일 - 정촌제 시행으로, 아래의 정촌이 발족.(3정 41촌)

- 가나에쓰촌(金江津村): 현 이바라키현 이나시키군 가와치정
- 도요시마촌(十余島村): 현 이바라키현 이나시키시
- 모토신시마촌(本新島村):현 가토리시, 이바라키현 이나시키시
- 나메가와정(滑河町): 현 나리타시
- 고미카도촌(小御門村): 현 나리타시
- 다카오카촌(高岡村): 현 나리타시
- 고자키촌(神崎村): 현 고자키정
- 요네자와촌(米沢村): 현 고자키정
- 미즈호촌(瑞穂村): 현 가토리시
- 신시마촌(新島村): 현 가토리시, 이바라키현 이나시키시
- 사와라정(佐原町):현 가토리시, 이바라키현 이나시키시
- 히가시오토촌(東大戸村): 현 가토리시
- 오스카촌(大須賀村): 현 나리타시
- 모토오스카촌(本大須賀村): 현 나리타시
- 소네촌(相根村): 현 가토리시
- 가토리촌(香取村): 현 가토리시
- 쓰노미야촌(津宮村):현 가토리시
- 오쿠라촌(大倉村): 현 가토리시
- 도요우라촌(豊浦村): 현 가토리시
- 오미가와정(小見川町): 현 가토리시
- 가미사토촌(神里村): 현 가토리시
- 야쓰촌(八都村): 현 가토리시
- 모리야마촌(森山村): 현 가토리시
- 요시부미촌(良文村): 현 가토리시
- 후마촌(府馬村): 현 가토리시
- 야마쿠라촌(山倉村): 현 가토리시
- 도키와촌(常磐村): 현 다코정
- 구리모토촌(栗源村): 현 가토리시
- 구가촌(久賀村): 현 다코정
- 다코촌(多古村): 현 다코정
- 도조촌(東城村): 현 도노쇼정
- 히요시촌(日吉村): 현 산부군 요코시바히카리정
- 요시다촌(吉田村): 현 소사시
- 나카촌(中村): 현 다코정
- 이다카촌(飯高村): 현 소사시
- 도요와촌(豊和村): 현 소사시
- 고조촌(古城村): 현 아사히시
- 쇼나이촌(庄内村): 현 아사히시
- 다치바나촌(橘村): 현 도노쇼정
- 도조촌(東条村): 현 다코정
- 도요사토촌(豊里村): 현 조시시
- 만자이촌(万歳村): 현 아사히시
- 진다이촌(神代村): 현 도노쇼정
- 사사가와촌(笹川村): 현 도노쇼정

- 1890년
  - 3월 12일 - 고자키촌이 정제 시행으로 고자키정(神崎町)이 됨.(4정 40촌)
  - 5월 23일 - 소네촌이 개칭으로 가사이촌(香西村)이 됨.
  - 10월 27일 - 쇼나이촌이 개칭으로 주와촌(中和村)이 됨.
- 1891년 6월 29일 - 다코촌이 정제 시행으로 다코정(多古町)이 됨.(5정 39촌)
- 1897년 4월 30일 - 가토리촌이 정제 시행으로 가토리정(香取町)이 됨.(6정 38촌)
- 1899년 4월 1일(6정 35촌)
  - 사와라정의 일부·모토신시마촌의 일부·신시마촌의 일부가 합병하여 이바라키현 이나시키군 모토신시마촌이 발족.
  - 고자키정의 일부·모토신시마촌의 일부가 도요시마촌에 편입.
  - 히가시오토촌과 모토신시마촌의 잔여부가 합병하여, 새로이 히가시오토촌(東大戸村)이 발족.
  - 가나에쓰촌의 일부가 다카오카촌에 편입.
  - 가나에쓰촌·도요시마촌의 소속이 이바라키현 이나시키군으로 변경.
- 1907년 8월 1일 - 사사가와촌이 정제 시행으로 사사가와정(笹川町)이 됨.(7정 34촌)
- 1924년 4월 10일 - 구리모토촌이 정제 시행으로 구리모토정(栗源町)이 됨.(8정 33촌)
- 1925년 10월 1일 - 후마촌이 정제 시행으로 후마정(府馬町)이 됨.(9정 32촌)
- 1942년 8월 1일 - 모토오스카촌이 개칭으로 쇼에이촌(昭栄村)이 됨.
- 1948년 11월 3일 - 이다카촌·요시다촌·히요시촌·도요와촌의 소속이 소사군으로 변경.(9정 28촌)
- 1951년
  - 3월 15일 - 사와라정·가토리정·가사이촌·히가시오토촌이 합병하여 사와라시(佐原市)가 발족, 군에서 이탈(7정 26촌)
  - 4월 1일(7정 22촌)
    - 오미가와정·도요우라촌·가미사토촌·모리야마촌이 합병하여, 새로이 오미가와정(小見川町)이 발족.
    - 다코정·도조촌이 합병하여, 새로이 다코정(多古町)이 발족.
- 1954년
  - 3월 31일 - 다코정·구가촌·나카촌·도키와촌이 합병하여, 새로이 다코정(多古町)이 발족.(7정 19촌)
  - 8월 1일 - 후마정·야마쿠라촌·야쓰촌이 합병하여야마다정(山田町)이 발족.(7정 17촌)
- 1955년
  - 2월 11일(7정 9촌)
    - 요시부미촌이 오미가와정에 편입.
    - 미즈호촌·신시마촌·쓰노미야촌·오쿠라촌이 사와라시에 편입.
    - 도요사토촌이 조시시에 편입.
    - 나메가와정·고미카도촌·다카오카촌이 합병하여, 새로이 나메가와정(滑河町)이 발족. 나메가와정은 즉시 개칭하여 시모후사정(下総町)이 됨.

  - 4월 10일 - 고조촌·주와촌·만자이촌이 합병하여 히카타정(干潟町)이 발족.(8정 6촌)
  - 4월 15일 - 쇼에이촌·오스카촌이 합병하여 다이에이정(大栄町)이 발족.(9정 4촌)
  - 4월 19일 - 고자키정·요네자와촌이 합병하여 고자키요네자와정(神崎米沢町)이 발족. 고자키요네자와정은 즉시 개칭하여 고자키정(神崎町)이 됨.(9정 3촌)
  - 7월 20일 - 진다이촌·다치바나촌·도조촌·사사가와정이 합병하여 도노쇼정(東庄町)이 발족.(9정)
- 2005년 7월 1일 - 히카타정이 아사히시·가이조군 우나카미정·이오카정과 합병하여, 새로이 아사히시(旭市)가 발족, 군에서 이탈(8정)
- 2006년 3월 27일(3정)
  - 시모후사정·다이에이정이 나리타시에 편입.
  - 오미가와정·야마다정·구리모토정이 사와라시와 합병하여 가토리시(香取市)가 발족, 군에서 이탈